# 劉皇后 (後趙明帝)
刘皇后（？—333年），后赵开国皇帝明帝石勒的皇后。侍中刘闰中妹，复部胡人。
在石勒是汉国大将时和319年称赵王之后，刘氏作为他的妻子，经常协助他处理军政大事。有美色和德行，得宠。张禆在襄城造反，刘氏拔剑斩之，石勒靠她渡过难关。
有人将她比作汉高帝刘邦的皇后吕雉，但她没有像吕雉那般的妒忌。330年，石勒称天王立刘氏为天王后，不久石勒称皇帝，封刘氏为皇后。
333年，石勒去世，其子石弘继位，刘皇后成为皇太后，但石勒的侄子中山王石虎控制了政权，迫使石弘封他为丞相、魏王、大单于、加九锡、总百揆。石虎改太子宫为崇训宫，将刘太后等迁入居住。刘太后发现石虎准备篡位，便与石勒养子彭城王石堪一起谋划铲除石虎，由石堪逃出后赵都城襄國（今河北邢台），占领廩丘（今河南濮阳），奉石弘的弟弟南阳王石恢为盟主，宣太后诏让各地起兵勤王。事情失败，石堪被石虎擒获后烧死，石恢被召回襄国。刘太后参与密谋被石虎发现，石虎将她废黜杀害。
| 前任者： 前赵羊皇后 | 后赵皇后 330年—333年 | 繼任者： 郑皇后 |
| 前任者： 前赵刘皇后 | 后赵皇后 330年—333年 | 繼任者： 郑皇后 |